# Ящірка зелена
Ящірка зелена (Lacerta viridis) — вид ящірок родини ящіркових (Lacertidae). Один із 10 видів роду ящірок (Lacerta) Поширений у Південно-Східній Європі. Мешканець кам'янистих та лучних ландшафтів. Раритетний вид плазунів, занесений до Червоної книги України та ряду інших природоохоронних документів. Описано 3(5) підвидів.

## Етимологія
Наукова назва виду походить від лат. viridis, що означає «зелений».
Назва на інших мовах: European Green Lizard, Eastern Green Lizard (англ.; дослівно «європейська зелена ящірка», «східна зелена ящірка»); Smaragdeidechse (нім.; дослівно «смарагдова ящірка»); ramarro orientale (італ.; дослівно «зелена ящірка східна); зеленая ящерица (рос.).

## Опис
Ящірка середнього розміру завдовжки (L.+ L.cd.) до 40 см. Довжина тіла від кінчика морди до клоаки (L.) до 150 мм. Хвіст (L.cd.) довгий, часто більше ніж вдвічі  перевищує довжину тулуба з головою: відношення  L./L.cd. становить 0,37—0,57. Хвіст ламкий, здатний до регенерації. Основа хвоста в самців потовщена (біля анального отвору розташовані парні копулятивні органи). Кінцівки відносно довгі, з циліндричними або трохи стислими з боків пальцями. Кисть задньої ноги довша за довжину голови. Голова з досить масивним і відносно високим (не сплощеним) черепом; на крилоподібних кістках присутні зуби. Повіки розділені і рухливі, нижні вкриті лускою.  

### Лускатий покрив
Тіло вкрите відносно невеликою лускою. Спинна луска витягнуто-шестикутна, з добре вираженими реберцями. Навколо середини тулуба (Sq.) 40—58 лусок. Черевні щитки більш-менш чотирикутні, гладенькі, розташовані в 6 поздовжніх рядів; з кожного боку є по 1 короткому додатковому ряду збільшених лусок. Анальний щиток середнього розміру, його ширина більша за довжину; він півколом оточений 6—10 навколоанальними щитками, з яких середня пара збільшена. Стегнові пори (P.fm.) в кількості від 11 до 21 доходять до колінного згину. Навколо 9—10 кільця хвоста понад 25 лусок.
Голова вкрита симетричними щитками різного розміру. Міжщелепний щиток торкається ніздрі або майже торкається. Задньоносових щитків 2—3. Вилицевий щиток 1. Попереду підорбітального звичайно 4, рідше 5 або 3 верхньогубних щитків. Передлобні щитки звичайно в контакті один з одним. Між надорбітальними і верхньовійковими, як правило, розташовано до 14 зерняток, іноді їх нема зовсім. Верхньоскроневих щитків звичайно 2; вони майже однакового розміру або передній більший. Центральноскроневий щиток збільшений, іноді не відрізняється за розміром від інших скроневих щитків. Барабанний щиток добре розвинений. Комір добре виражений, зазубрений, складається з 7—13 щитків. Кількість горлових лусок і зерняток від нижньощелепних щитків до середини коміра (G.) 16—27.

### Забарвлення
Забарвлення верхньої частини  тіла яскраво- або темно-зеленого кольору з численними чорними або жовтими цятками, розташованими іноді так густо, що ящірка виглядає майже чорною з плямками зеленого і жовтого кольору. Зустрічаються особини з рядами темних плям неправильної форми зі світлою облямівкою, які тягнуться уздовж хребта. Голова зверху темно-зеленого кольору або бурувата з характерними округлими світлими або жовтуватими плямками й рисочками. У самців горло в період розмноження яскраво-блакитне або майже яскраво-синє, у самиць — зеленувате або блакитнувате з неясним мармуровим візерунком. Черево в самців яскраво-жовте і білувате в самиць.
Молоді особини одноколірні, коричнювато-бурі або сірувато-коричневі з рідкими плямками й крапинками та рядами білих плям на боках. З віком спина зеленішає, а білі плями на боках зливаються звичайно в поздовжні, іноді здвоєні смуги. 

## Поширення
Мешкає на Балканському півострові, в Австрії, Угорщині, Словаччині, Румунії, Молдові, островах Егейського та Середземного моря, Малій Азії. Трапляється також у Чехії та Німеччині. Вид на сьогодні вважається зниклим на території Польщі. Ящірка зелена була ввезена до штату Канзас у США. 
В Україні ящірка зелена поширена на південному заході, а також долиною Дніпра майже до Києва на півночі й по долині Ворскли до Полтави. 

## Особливості біології
Ксеромезофільний вид плазунів. Населяє сухі сонячні місця серед кам'янистих відслонень, на схилах пагорбів, у річкових заплавах, серед розріджених чагарників та рідколісь, на лісових галявинах, а також сільськогосподарських землях, зокрема серед виноградників і садів. У горах трапляється до висоти 2150 м над рівнем моря. Середня чисельність становить 1 особина на 1000 м облікового маршруту. Як сховища використовує нори гризунів, постійні довгі (до 1 м) і короткі тимчасові власні нори, нагромадження каміння, щілини в скелях, купи хмизу, пустоти між коріннями дерев і кущів тощо.
На півдні ареалу ящірки активні з кінця березня до початку жовтня. У спекотний період (липень — серпень) іноді спостерігається літня сплячка. Найактивніші в утрішні часи. З 12 до 16 години влітку більшість ящірок переміщуються в затінок або ховаються у тимчасових закритих сховищах. Бігають дуже швидко, у тому числі по вертикальних поверхнях скель. Полюючи і рятуючись від ворогів, часто залазять на кущі та дерева; можуть перестрибувати з гілки на гілку й зістрибувати на землю з великої висоти. 
Ящірка зелена належить до яйцекладних плазунів. Парування відбувається в травні — на початку червня. У цей час між самцями відбуваються жорстокі бійки. Вагітність у самиць триває 6—8 тижнів. Самиці залежно від віку  відкладають від 5 до 14 (іноді до 23) яєць розміром 12—14 × 15,5—18 мм, звичайно в ямку глибиною 7—8 см або віднорок власної нори. Наприкінці серпня — на початку вересня з'являються молоді ящірки до 4 см завдовжки. Статева зрілість настає на третьому році життя.
Живляться комахами (жуками, прямокрилими, клопами, гусінню, перетинчастокрилими), павуками, багатоніжками та іншими безхребетними, вживають в їжу також ягоди, особливо полюбляють калину. Відомі випадки поїдання дрібних ящірок.

## Охорона
Стан більшості природних популяцій виду в межах ареалу залишається більш-менш стабільним. Саме тому він, згідно Червоного списку МСОП, отримав охоронний статус «відносно благополучний вид». Але в окремих регіонах спостерігається тенденція до зниження чисельності популяції виду. Тому ящірка зелена занесена до Додатка II Бернської конвенції (охоронна категорія: вид потребує особливої охорони) та Директиви Європейського Союзу 92/43/ЄС «Про збереження природних оселищ та видів природної фауни та флори» (Додаток IV. Види рослин і тварин, що становлять особливий інтерес для Європейського Союзу, які потребують суворих заходів охорони). На регіональному рівні вид занесений до Червоної книги України (охоронна категорія: вразливий вид), а також до національного червоного списку Німеччини зі статусом «вид на межі зникнення» (CR).
В Україні охороняється в Канівському природному заповіднику, національному  природному парку  «Бузький Гард», Національному заповіднику «Хортиця» та ряді інших природно-заповідних територій.

## Систематика
Один із 10 видів роду ящірок (Lacerta).
Станом на 2024 рік описано 3(5) підвидів.
Загальновизнані 3 підвиди:
- Lacerta viridis viridis (більша частина ареалу);
- Lacerta viridis guentherpetersi (Греція: гори Дірфіс, острів Евбея);
- Lacerta viridis meridionalis (Північно-Західна Туреччина, Південна Румунія, Греція (включаючи Корфу)).

Окремі герпетологи виділяють ще 2 підвиди:
- Lacerta viridis infrapunctata (Північно-Східна Туреччина);
- Lacerta viridis paphlagonica (Центральна Туреччина).